# Trương Bộ
Trương Bộ (chữ Hán: 张步, ? – 32), tự Văn Công, người huyện Bất Kỳ, quận Lang Da, thủ lĩnh quân phiệt đầu đời Đông Hán. Ông đã cát cứ 12 quận thuộc nước Tề, tức miền duyên hải đông bộ Trung Quốc.

## Khởi binh thời loạn, cát cứ nước Tề
Vào lúc khởi nghĩa chống lại nhà Tân nổ ra, Bộ tụ họp vài ngàn người, tấn công các huyện lân cận, hạ được mấy thành, tự xưng Ngũ uy tướng quân, cát cứ bản quận. 
Canh Thủy đế lấy Vương Hoành làm Lang Da thái thú, Bộ chống lại. Hoành làm hịch, kêu gọi được 6 huyện Cống Du, tập hợp mấy ngàn người. Ông đẩy lui được cuộc tấn công của Hoành. Khi ấy Lương vương Lưu Vĩnh mượn danh nghĩa của Canh Thủy đế bái Bộ làm Phụ Hán đại tướng quân, Trung Tiết hầu, đốc Thanh, Từ 2 châu, được tùy nghi làm việc - không phải nghe theo hiệu lệnh.  Ông nhận chức, tước ấy; tại huyện Kịch chỉnh đốn quân đội; lấy em trai là Hoằng làm Vệ tướng quân, em nhỏ hơn Hoằng là Lam làm Huyền vũ đại tướng quân, em nhỏ hơn Lam là Thọ làm Cao Mật thái thú; điều quân đánh chiếm được các quận Thái Sơn, Đông Lai, Thành Dương, Giao Đông, Bắc Hải, Tế Nam thuộc nước Tề. 
Thế lực của Bộ dần lớn mạnh, Vương Hoành không địch nổi, bèn tìm gặp ông, muốn dùng lý lẽ hòng thuyết phục ông. Bộ bày binh giáp đón ông ta, giận dữ nói: "Bộ có tội gì, khi trước ngài tấn công quá đáng như vậy?" Hoành vỗ kiếm nói: "Thái thú nhận lệnh từ triều đình, Văn Công đem quân chống lại, Hoành đánh giặc mà thôi, có gì là quá đáng!?" Ông lấy làm phải, hồi lâu thì nguôi giận, rời khỏi chỗ mà vái chào, bày tiệc rượu mời mọc, đãi theo lễ thượng tân, cho Hoành làm Chưởng quận sự. 

## Hưởng ứng Lưu Vĩnh, không lập Lưu Hu
Tháng 8 ÂL năm Kiến Vũ thứ 2 (26), Quang Vũ đế - vừa đuổi Lưu Vĩnh ra khỏi Tuy Dương - sai Thái trung đại phu Phục Long cầm cờ tiết đi sứ 2 châu Thanh, Từ, các quận đều sợ hãi xin hàng, Bộ sai viên Duyện là Tôn Dục theo Long về Lạc Dương, dâng thư và hiến bào ngư. Tháng 11 ÂL, Đế lại sai Quang lộc đại phu Phục Long (được thăng chức) bái ông làm Đông Lai thái thú.  Tháng 2 ÂL năm thứ 3 (27), Lưu Vĩnh nghe tin Long đến huyện Kịch, vội sai sứ lập Bộ làm Tề vương. Ông bèn bắt giữ Long, đề nghị ông ta cùng mình chiếm lấy 2 châu Thanh, Từ, Long cự tuyệt. Bộ sau đó giết Long mà nhận vương tước của Vĩnh.
Khi ấy, Quang Vũ đế bận rộn với Bành Sủng ở phía bắc, Lưu Vĩnh, Tần Phong ở phía nam, nên Bộ cát cứ miền đông, chiếm cứ 12 quận thuộc nước Tề.  Bấy giờ Vĩnh đã chết, ông muốn lập con Vĩnh là Hu làm đế, tự làm Định Hán công, sắp đặt trăm quan. Vương Hoành can rằng: "Lương vương nhờ phụng mệnh Canh Thủy đế mà được người Sơn Đông quy thuận. Nay tôn lập con trai ông ta, sẽ khiến lắm kẻ nghi ngờ. Vả người Tề gian trá, cần bàn bạc kỹ lưỡng hơn." Bộ bèn thôi. 

## Thất bại đầu hàng, bỏ trốn bị giết
Năm thứ 4 (28), Quang Vũ đế lấy Trần Tuấn làm Thái Sơn thái thú, tiến đánh các lực lượng đồng minh của Bộ tại quận Thái Sơn. Ông phái quân cứu ứng, bị Trần Tuấn đánh bại và chiếm mất Thái Sơn.
Năm thứ 5 (29), Bộ nghe tin quân Hán sắp tấn công, lấy bộ tướng Phí Ấp làm Tế Nam vương, đồn trú Lịch Hạ. Mùa đông, tướng Hán là Kiến uy đại tướng quân Cảnh Yểm đánh bại và chém chết Phí Ấp, tiến chiếm Lâm Truy. Ông cho rằng Yểm ít quân lại đi xa, chỉ một trận là bắt được, bèn dốc toàn quân tấn công Yểm tại Lâm Truy. Kết quả đại bại, phải chạy về Kịch. Quang Vũ đế đích thân úy lạo quân Hán ở Lâm Truy, nói với Cảnh Yểm: "Lại nói, Điền Hoành nấu Lịch Sanh, khi Điền Hoành hàng, Cao Đế giáng chiếu cho Vệ úy (tức Lịch Thương, em Lịch Sanh) không được báo thù. Trương Bộ trước cũng giết Phục Long, nếu Bộ chịu quy hàng, ta sẽ giáng chiếu cho Đại tư đồ (tức Phục Trạm, cha Phục Long) cởi oán ấy, những chuyện này giống nhau vậy." Cảnh Yểm đuổi đến Kịch, ông lui về Bình Thọ. Tô Mậu đưa hơn vạn người đến cứu, nói với Bộ rằng: "Nam Dương đều là tinh binh, Duyên Sầm cũng là tay thiện chiến, còn bị Cảnh Yểm đánh đuổi. Đại vương sao lại một mình tấn công hắn ta. Đã gọi Mậu, không thể đợi ư?" Ông nói: "Là lỗi của tôi, chẳng biết nói gì nữa!" Đế sai sứ nói với Bộ, Mậu, người nào chém đầu người kia rồi xin hàng, sẽ được phong làm liệt hầu. Bộ bèn chém Mậu, dâng đầu ông ta xin hàng. Ba em trai của ông cũng tự giam cầm tại nơi trấn thủ, đều được tha. Bộ được phong An Khâu hầu, cùng gia thuộc về sống ở Lạc Dương.
Mùa hạ năm thứ 8 (32), nhân lúc Quang Vũ đế tây chinh Ngôi Hiêu, Bộ đưa gia thuộc chạy đến Lâm Hoài, muốn tập hợp bộ hạ cũ, cưỡi thuyền ra biển. Tháng 9 ÂL, Lang Da thái thú Trần Tuấn đuổi đánh, giết ông và toàn gia.